# Грек, Александр Валерьевич
Александр Валерьевич Грек (род. 19 апреля 1966, Певек, Магаданская область) — российский научный журналист, главный редактор журнала TechInsider (ранее — «Популярная механика», российская версия журнала Popular Mechanics; 2002—2008 и 2016—н. в.) и российской версии журнала National Geographic (2010—2016).

## Биография
Родился 19 апреля 1966 года в Певеке, Чукотка.
В 1983—1991 годах обучался на физическом факультете Новосибирского государственного университета, окончил кафедру автоматизации физико-технических измерений. В 1984—1986 проходил срочную службу в вооружённых силах СССР. В 1986—1991 годах являлся исполняющим обязанности президента клуба «Квант» — студенческого театра физфака НГУ.
С 1991 года работал в Институте автоматики и телеметрии и Институте биоорганической химии в Новосибирске, занимался различным бизнесом.
С 1997—1999 годах работал корреспондентом в журнале «Эксперт». С 1999 года работал редактором в газете «Ведомости».
С августа 2002 по сентябрь 2008 года являлся главным редактором журнала «Популярная механика» (сейчас TechInsider) — российской версии журнала Popular Mechanics. В 2008 году разрабатывал концепцию российской версии журнала Best Life и занимался его запуском. С января по декабрь 2009 года являлся шеф-редактором «Популярной механики». В 2010—2016 годах являлся главным редактором российской версии журнала National Geographic.
С 2016 года вновь является главным редактором «Популярной механики». В 2022 года из-за вторжения России на Украину американский медиаконгломерат Hearst Corporation прекратил сотрудничество с Россией и отозвал лицензию у компании Independent Media, выпускавшей журнал, в связи с чем российская версия журнала была переименована в TechInsider.

## Награды
- Премия «За верность науке» в номинации «Научный журналист года» (2023)[5].